# Journal of Applied Polymer Science
Het Journal of Applied Polymer Science is een wetenschappelijk tijdschrift met peer review dat wordt uitgegeven door John Wiley & Sons. De naam wordt gewoonlijk afgekort tot JAPS of J. Appl. Polym. Sci. Het tijdschrift publiceert onderzoek uit de polymeerchemie, met een focus op praktische polymeren, zoals elastomeren, composieten, folies, membranen, coatings, lijmen en kunstvezels.
Het tijdschrift werd opgericht in 1959. In 2018 bedroeg de impactfactor van het tijdschrift 1,900.